# Pseudoplatystoma magdaleniatum
El bagre rayado o pintadillo (Pseudoplatystoma magdaleniatum) es una especie de pez de la familia Pimelodidae en el orden de los Siluriformes.

## Morfología
- Los machos pueden llegar alcanzar los 100 cm de longitud total,[4] pero la longitud promedio es de 75,3 cm y el peso promedio de 5 kg. Las hembras se caracterizan por poseer mayor tamaño que los machos.[3]
- Número de  vértebras: 43.[4][2]
- Coloración: fondo gris oscuro en el dorso y blanco en el vientre, cruzado por una serie variable de bandas oscuras transversales.[2]
- Diferenciación: Se distingue de sus congéneres por su proceso occipital largo, que alcanza a unirse con las placas predorsales y por la presencia de una fontanela larga en la región media del cráneo. Su cuerpo es alargado con la cabeza grande y deprimida, con ojos pequeños en posición dorsal.[2]

## Hábitat
Es un pez de agua dulce y de clima tropical. Habita en el lecho de los ríos y lagunas de inundación, entre los 5 y 200 m de altitud.

## Distribución geográfica
Se encuentran en Sudamérica en Colombia:  cuenca del río Magdalena, incluyendo el río Cauca y Nechi.